# La Almolda
La Almolda ist eine spanische Gemeinde (municipio) mit 543 Einwohnern (Stand: 2024) in der Provinz Saragossa, die zur Autonomen Region Aragonien gehört. 

## Lage
La Almolda liegt im südwestlichen Zentrum der Comarca Monegros etwa 55 km ostsüdöstlich der Provinzhauptstadt Saragossa in etwa 475 m. Im Osten der Gemeinde befindet sich die Sierra de Alcubierre. Durch die Gemeinde führt die Autopista AP-2 von Saragossa nach Lleida.

## Bevölkerungsentwicklung
| Jahr      | 1970 | 1981 | 1991 | 2001 | 2011 | 2021 |
| Einwohner | 853  | 763  | 764  | 690  | 615  | 555  |

## Sehenswürdigkeiten
- Marienkirche (Iglesia de Nuestra Señora de la Luz)  aus dem 16. Jahrhundert
- Heiliger-Geist-Kirche (Ruinen)
- Kapelle El Pilar
- Kapelle San Antonio aus dem 17. Jahrhundert
- Kapelle Santa Quiteria
- Kapelle San Juan
- Rathaus

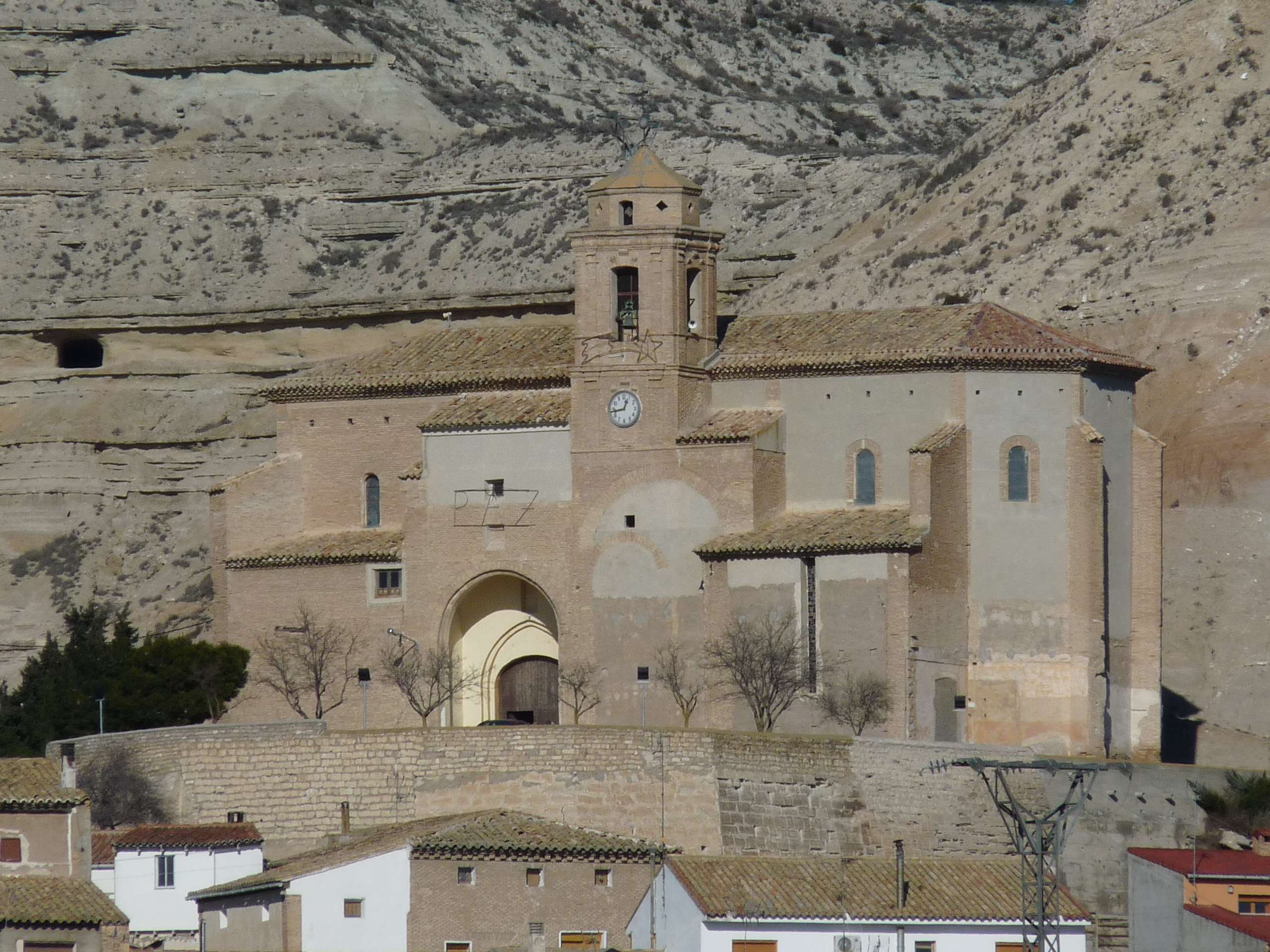
Marienkirche
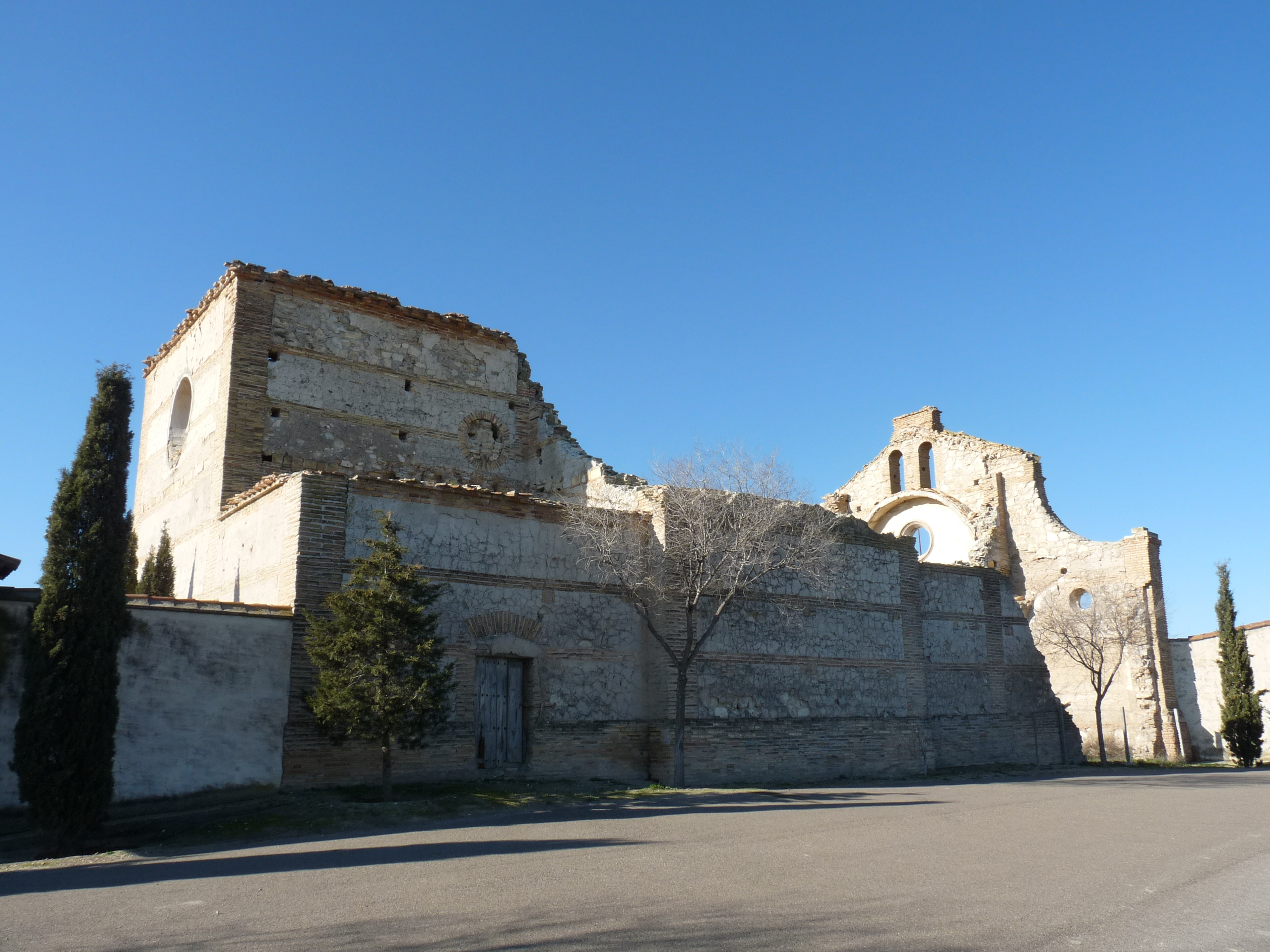
Ruinen der Heiliger-Geist-Kirche
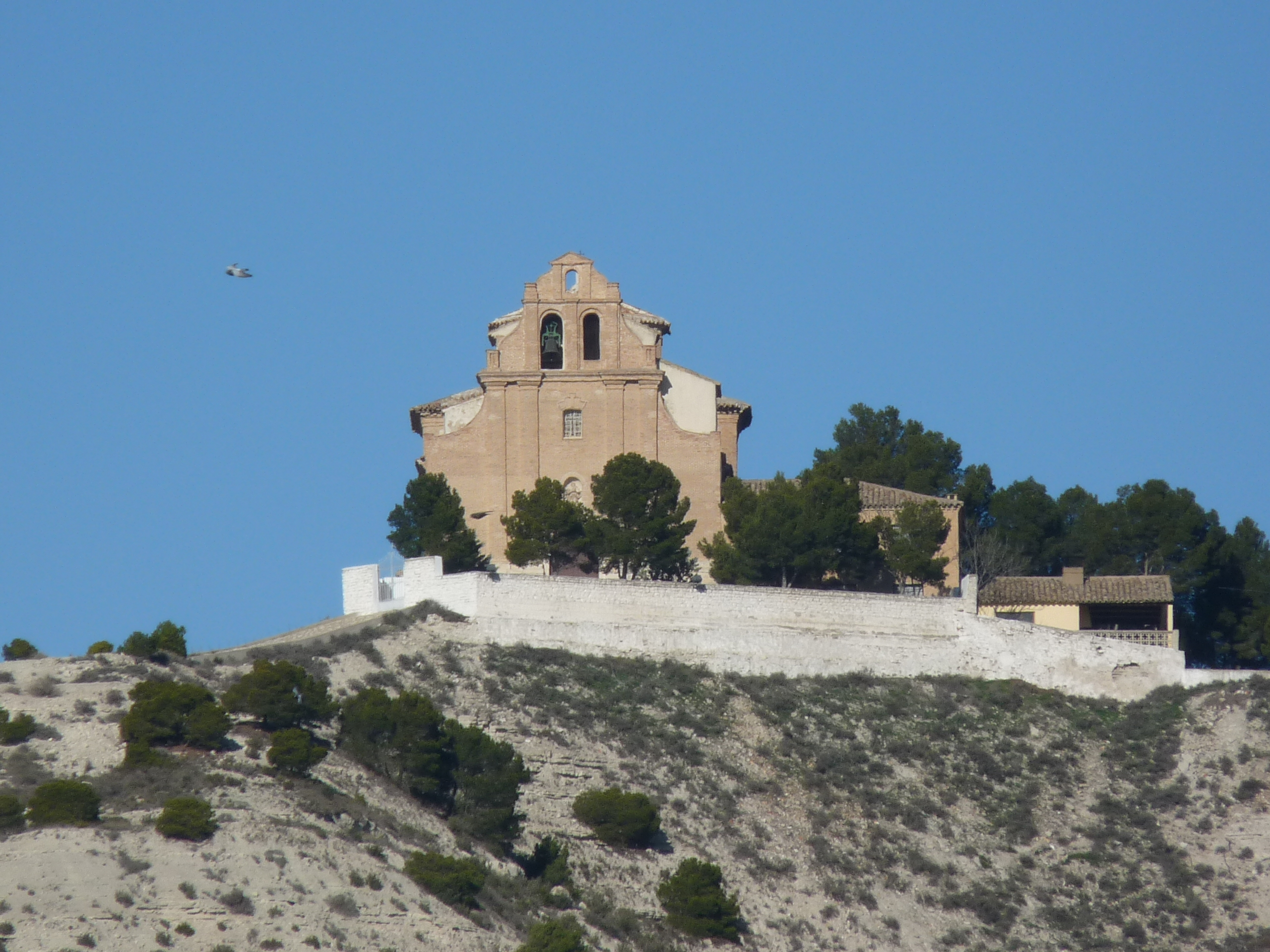
Kapelle Santa Quiteria